# Laimadal
Laimadal ou Laiamaa est une île d'Estonie dans le golfe de Riga.

## Géographie
Elle appartient à la municipalité de Kuressaare. 